# Greifenbergpark

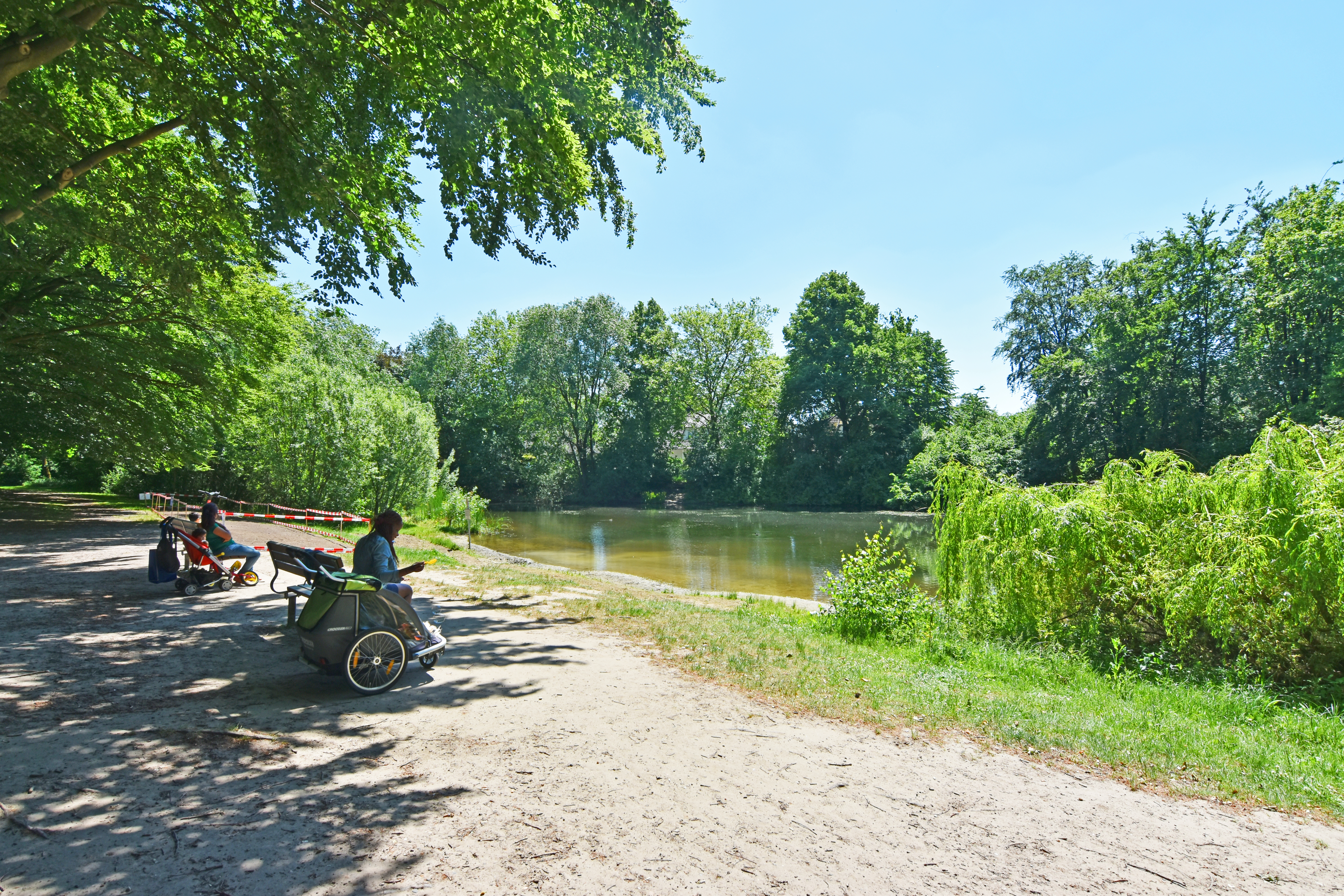
Lehmkuhle im Greifenbergpark

Der Greifenbergpark ist eine etwa 4 ha große öffentliche Grünanlage im Hamburger Stadtteil Rahlstedt, Ortsteil Oldenfelde.

## Lage
Koordinaten: 53° 37′ 1,2″ N, 10° 8′ 39,6″ O
Der Park erstreckt sich zwischen der Greifenberger Straße, nach der er benannt ist, und der Treptower Straße über eine Gesamtlänge von etwa 550 Meter. An der schmalsten Stelle ist er weniger als 20 Meter breit.

## Parkanlage
Im Nordosten des Parks liegt die etwa 0,4 ha große Lehmkuhle, ein Überbleibsel früherer Lehmgewinnung und heute als Rückhaltebecken genutzter Teich. Auf einer Karte von 1782 befanden sich am Rand des Teiches noch vier Grabhügel aus der Steinzeit. Zuletzt wurde der Teich im Februar 2020 entschlammt und im April 2021 wurde am nördlichen Ufer eine Blühwiese angelegt. Westlich der Lehmkuhle befindet sich auf dem Parkgelände die 18-Loch-Minigolf-Anlage des Hamburger Minigolf Club von 1965. Es gibt im Park vier Spielplätze. Der größte an der Arnswalder Straße ist umzäunt und bietet zeitweise auch eine Kinderbetreuung an.

## Verkehr
Der Park ist durch die Buslinie 275 des HVV, Haltepunkt Greifenberger Straße (Ost) an den öffentlichen Nahverkehr angeschlossen.